# رحلة إلى إيثاكا (رواية)
رحلة إلى إيثاكا (بالإنجليزية: Journey to Ithaca) هي رواية للكاتبة الهندية أنيتا ديساي، نشرت عام 1995، عن دار نشر كنوبف الولايات المتحدة.